# Succieu
Succieu ist eine französische Gemeinde mit 774 Einwohnern (Stand: 1. Januar 2022) im Département Isère in der Region Auvergne-Rhône-Alpes. Sie gehört zum Arrondissement La Tour-du-Pin und zum Kanton Bourgoin-Jallieu. Die Einwohner nennen sich selbst Saint-Albanais.

## Geografie
Succieu liegt etwa 50 Kilometer südöstlich von Lyon. An der westlichen Gemeindegrenze verläuft das Flüsschen Agny. Umgeben wird Succieu von den Nachbargemeinden Sérézin-de-la-Tour im Norden, Saint-Victor-de-Cessieu im Nordosten und Osten, Torchefelon im Osten, Biol im Südosten und Süden, Châteauvilain im Süden und Südwesten sowie Les Éparres im Südwesten und Westen.

## Bevölkerungsentwicklung
| Jahr                       | 1962 | 1968 | 1975 | 1982 | 1990 | 1999 | 2011 | 2021 |
| Einwohner                  | 306  | 275  | 296  | 347  | 526  | 548  | 711  | 761  |
| Quellen: Cassini und INSEE |      |      |      |      |      |      |      |      |

## Sehenswürdigkeiten

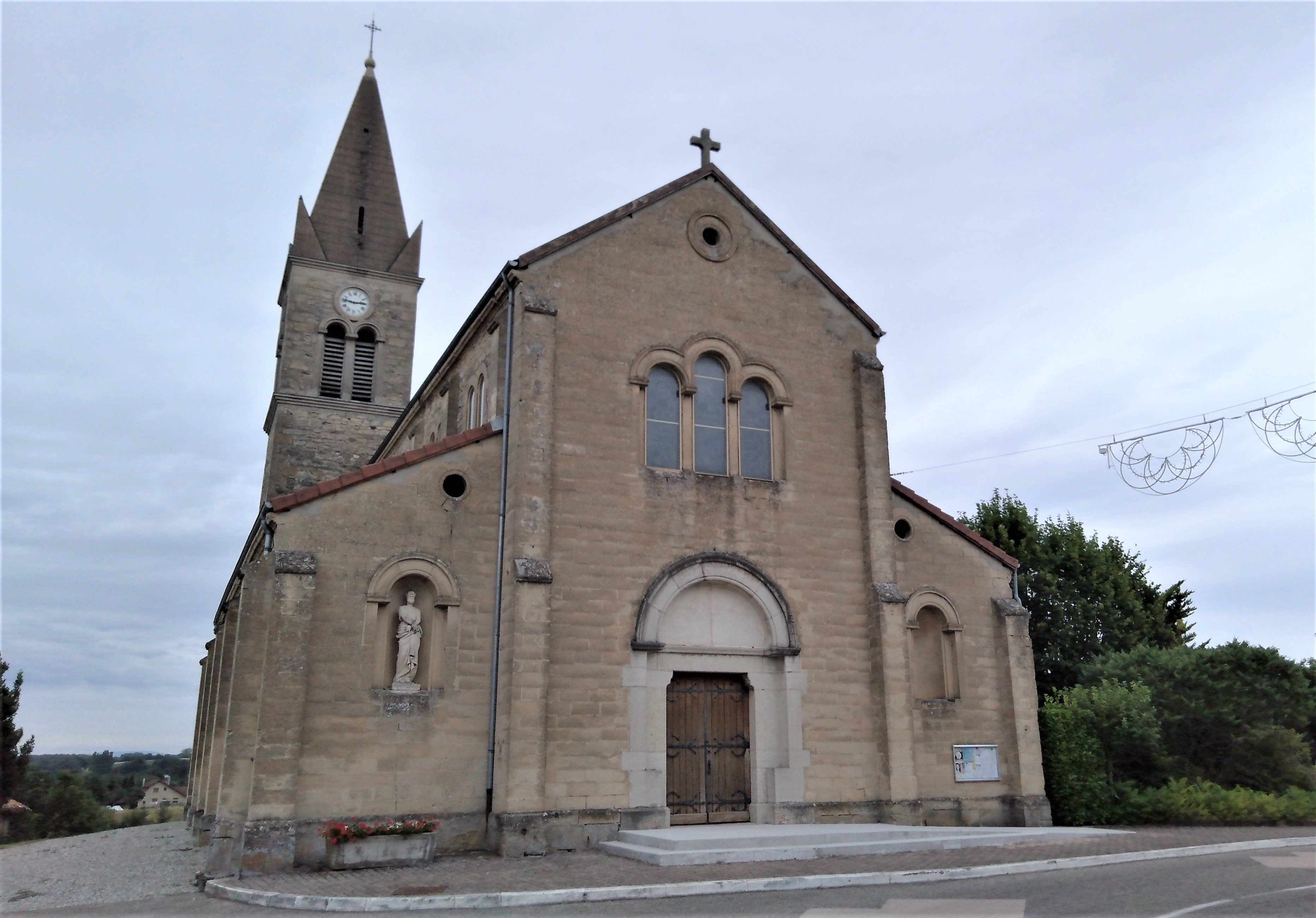
Kirche Saint-Pierre-aux-Liens
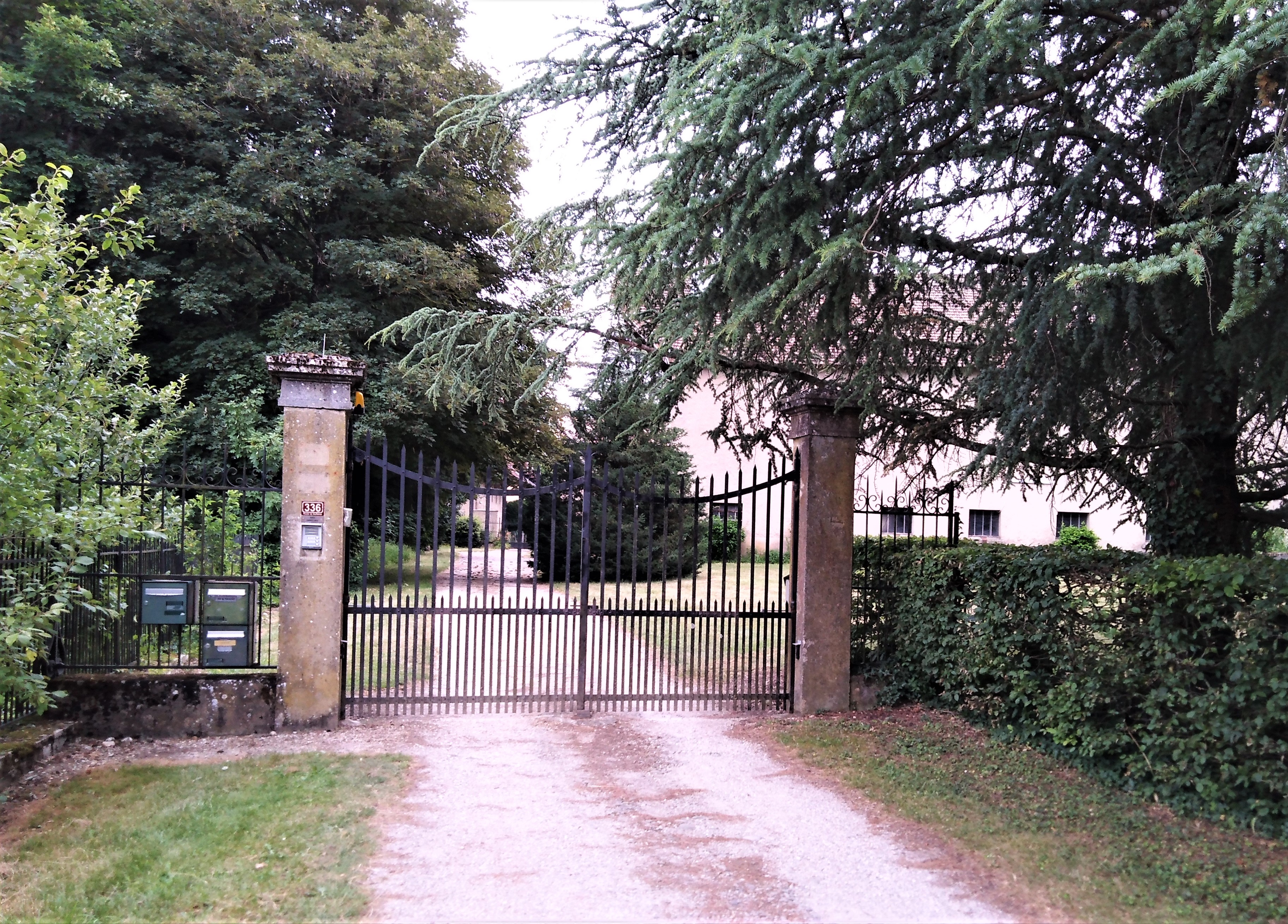
Schloss Milliassière
- Schlosskapelle

- Kirche Saint-Pierre-aux-Liens
- Eingang zum Schloss Milliassière